# Национальный проспект (Прага)

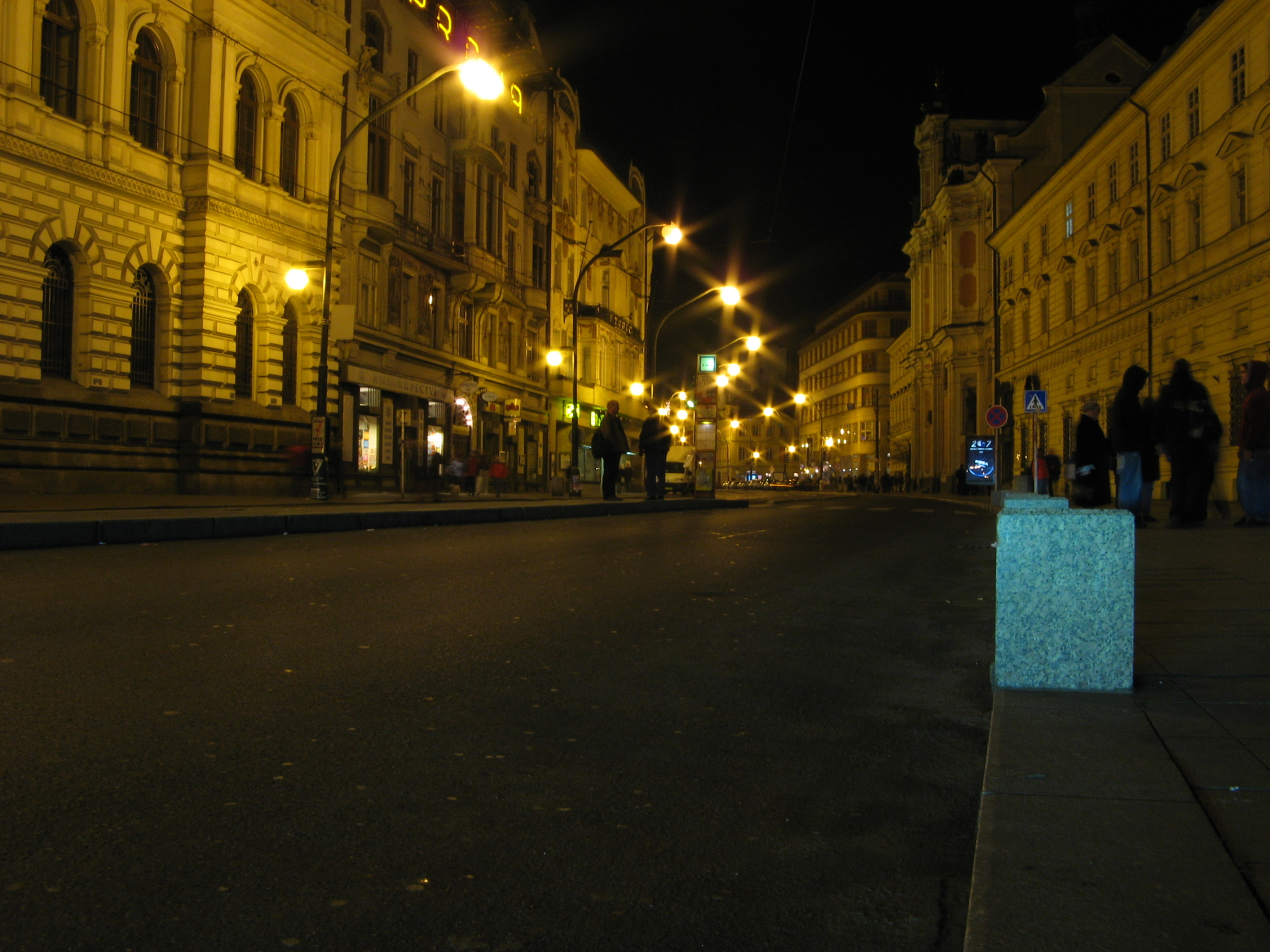
Национальный проспект ночью

Национальный проспект (чеш. Národní třída), встречается также перевод Народный проспект — одна из центральных улиц Праги, расположена в самом центре чешской столицы, на границе между Старым Местом и Новым Местом. Соединяет площадь Юнгманна (Jungmannovo náměstí) с мостом Легионов (Most Legií) через Влтаву.
Во времена средневековья здесь проходила крепостная стена и рвы, окружающие Старе Место. После основания Нове Места в 1348 году и окружения его стеной в 1350 староместская стена с башнями была срыта, а рвы просуществовали в полузасыпанном виде до конца XVIII века, когда они были окончательно засыпаны и на их месте разбиты бульвары.
Современное название улицы имеет долгую историю. В XIX веке Народни была известна как Новая аллея (нем. Neue Allee) или Фердинандова (чеш. Ferdinandova). В 1881 году у набережной Влтавы было возведено здание Национального театра (восстановлено в 1883 после пожара). В 1885 году здесь была проложена линия городской конно-железной дороги, в 1899 она была электрифицирована. В конце XIX века улица превратилась в одну из главных торговых и общественных артерий Праги, с многочисленными ресторанами, магазинами, доходными домами, многие из которых сохранились до сих пор (например, кафе «Славия», «Лувр», «Виола»). К достопримечательностям также стоит отнести женский монастырь ордена урсулинок с костелом св. Урсулы, городские дворцы фон Платтенштейнов, фон Портгеймов, Канеков, Лажанских, Топичей, здание президиума Академии наук Чешской республики.
В 1919 года улица получила современное название в честь образования независимого чехословацкого государства (в период нацистской оккупации в 1939—1945 носила название Viktoria Strasse). В 1924 в начале улицы в уникальном стиле рондокубизма было построено здание итальянской страховой компании, известное под названием «Адриа». Во второй половине XX века здесь также был построен универсальный магазин «Май» (obchodní dům Máj, сейчас Tesco), здание детского издательства «Альбатрос», станция метро (станция Народни тршида) и Новая сцена Национального театра.
В ноябре 1989 здесь состоялось несколько демонстраций студентов, подавленных полицией, и оказавшихся началом «бархатной революции», что означало конец коммунистического режима в Чехословакии.